# Inayati
Inayati fou un estat tributari protegit de l'Índia, thikana feudatària de Karauli. La capital era el fort d'Inayati, construït per Rao Padam Pal a uns 40 km al sud-oest de Karauli (ciutat).
El feu fou concedit a Kunwar Bhup Pal, segon fill de Chhatra Pal, maharajà de Karauli, amb títol de Rao (vers 1655). També va rebre terres en jagir del maharajà de Jaipur (la vila de Seva) i del de Jodhpur. La residència reial fou aleshores Seva. El va succeir el seu fill Lachhman Pal, i després el fill d'aquest, Amolak Pal, i el d'aquest, Budh Pal. El fill del darrer, Padam Pal va construir el fort d'Inayati el 1776; per construir el fort enviava diners al seu ministre (diwan) mentre ell residia a Jodhpur (ciutat); però el diwan va malversar els diners i va construir un fort més petit i en un altre estil a l'encarregat. El diwan fou descobert i llavors va conspirar amb el cuiner reial per assassinar al rao que efectivament va morir enverinat a Kanota Bag, prop de Jaipur. La rani va fugir amb els seus parents i la thikana d'Inayati fou declarada terra khalsa per Karauli i els jagirs a Jaipur i Jodhpur també van retornar a les respectives corones.
El seu fill Devi Pal fou criat amb la família materna però quan va arribar a la majoria va tornar a Karauli i va obtenir la concessió altre cop d'Inayati en jagir, però amb una superfície més reduïda, quedant la resta en mans dels tanwars. En canvi ja no va recuperar els jagirs a Jaipur i Jodhpur. El va succeir el seu fill Raghunat Pal que a la seva mort va tenir com a successor al segon fill Bihari Pal (el fill gran Ganga Palji havia mort abans); en el seu regnat es van patir dues sequeres desastroses i va per donar feina va fer ampliar el fort i va construir cisternes. Karauli va decidir la confiscació del jagir però el rao va apel·lar a l'agent britànic a Rajputana que li va donar la raó i va recuperar el feu. Va viure els darrers anys al temple de Vridawan. No va deixar fill i va adoptar a Onkar Pal que el va succeir; a la mort d'Onkar el va succeir (sent menor d'edat) el seu fill Brijraj Pal, que fou el darrer rao; per la seva joventut no va saber administrar el feu i el va arruïnar. Com els altres jagirs, Inayati fou suprimit el 1955, i va morir el 1960 passant el títol al seu fil Rajendra Pal.

## Llista de raos
- Rao Bhup Pal,[1] vers 1655-?
- Lachhman Pal
- Amolak Pal
- Budh Pal
- Padam Pal vers 1776
- Devi Pal vers 1800
- Raghunat Pal segle XIX
- Bihari Pal segle XIX
- Onkar Kal vers 1900
- Brijraj Pal vers 1900-1955